# Vietnamsånghöna
Vietnamsånghöna (Arborophila davidi) är en fågel inom familjen fasanfåglar inom ordningen hönsfåglar.

## Utseende och läte
Vietnamsånghöna är en 27 cm lång tydligt tecknad rapphönsliknande hönsfågel med svartvita huvudteckningar. Den liknar brunbröstad sånghöna, men skiljer sig genom bredare svart band genom ögat, svart strupfläck, orange fläck på halsen, bredare ögonbrynsstreck bakom ögat, gråare undersida och större svarta teckningar på flankerna. 
Revirlätet är en accelererande serie med "prruu" som övergår i en snabb ramsa med upp till 70 "pwi". Även mycket snabba "tututututututututututu". Honan svarar ofta med långsammare och betonade "tchew-tchew-tchew-tchew". Svaga "pher" eller "phu" hörs när den är uppjagad.

## Utbredning
Fågeln förekommer i södra Vietnam och östra Kambodja. Den behandlas som monotypisk, det vill säga att den inte delas in i några underarter.

## Status och hot
Vietnamsånghönan har en liten världspopulation bestående av uppskattningsvis endast 2 500–10 000 vuxna individer. Den tros också minska i antal till följd av habitatförlust, dock inte tillräckligt kraftigt för att anses vara hotad. Internationella naturvårdsunionen IUCN listar den som nära hotad (NT).

## Namn
Vietnamsånghöna är uppkallad efter franska munken och naturforskaren Armand David. Fram tills nyligen kallades den även davidsånghöna på svenska, men justerades 2022 till ett mer informativt namn av BirdLife Sveriges taxonomikommitté.